# Kathryn (Dakota du Nord)
Pour les articles homonymes, voir Catherine.
La ville de Kathryn est située dans le comté de Barnes, dans l’État du Dakota du Nord, aux États-Unis. Sa population s’élevait à 52 habitants lors du recensement de 2010, estimée à 50 habitants en 2016.

## Histoire
La ville de Kathryn a été fondée en 1900 et tient son nom de la fille du président du Northern Pacific Railway Charles S. Mellon.

## Démographie
| Groupe            | Kathryn | Dakota du Nord | États-Unis |
| ----------------- | ------- | -------------- | ---------- |
| Blancs            | 100     | 90,0           | 72,4       |
| Autres            | 0       | 10,0           | 27,6       |
| Total             | 100     | 100            | 100        |
|                   |         |                |            |
| Latino-Américains | 0       | 2,0            | 16,7       |

Selon l’American Community Survey, pour la période 2011-2015, 98,50 % de la population âgée de plus de 5 ans déclare parler l'anglais à la maison et 1,41 % une autre langue.
| 1920 | 1930 | 1940 | 1950 | 1960 | 1970 |
| ---- | ---- | ---- | ---- | ---- | ---- |
| 289  | 224  | 229  | 200  | 142  | 109  |

| 1980 | 1990 | 2000 | 2010 | - | - |
| ---- | ---- | ---- | ---- | - | - |
| 95   | 72   | 63   | 52   | - | - |

## Source
- (en) Cet article est partiellement ou en totalité issu de l’article de Wikipédia en anglais intitulé « Kathryn, North Dakota » (voir la liste des auteurs).